# DAF YP-104
DAF YP-104 — голландский бронеавтомобиль, разработанный DAF Trucks для разведывательных батальонов моторизованных и бронетанковых частей армии Нидерландов. 
Экипаж насчитывает три человека — командир, механик-водитель и второй механик-водитель, выполняющий функции радиста.

## История создания и производства
Техническое задание на разработку бронеавтомобиля было дано в 1958 году. 
Первые два прототипа были изготовлены в 1960 году на шасси 1-тонного грузовика DAF YA-126. По результатам испытаний они получили положительные отзывы, однако в конструкцию были внесены некоторые изменения:
- шины были сделаны пулестойкими (заполненными губчатой резиной), в результате отпала необходимость в размещении запасного колеса с правой стороны корпуса (это позволило несколько увеличить объем тесного боевого отделения);
- для улучшения обзора, один из трех перископических приборов наблюдения у механика-водителя был сделан поворотным;
- была изменена конструкция и усилена прочность двери (в правом борту машины), в ней была сделана амбразура для ведения огня из личного оружия;
- снаружи корпуса (с левой стороны, в нише под боевой рубкой) были установлены два закрывающихся герметизированных ящика для запасных канистр с топливом, инструмента и дополнительного имущества.

В конце 1961 года переоборудованные образцы DAF YP-104 были вновь представлены на войсковые испытания. Программа продолжалась до 1964 года, когда на вооружение голландской армии были приняты американские бронетранспортёры M113.

## Конструкция

### Броневой корпус
Бронеавтомобиль YP-104 имеет полностью закрытый бронированный корпус, имеющий два поста управления с местами механиков-водителей в передней части корпуса и в корме. 
Боевое отделение находится в центре, между первым и вторым постами управления. Над боевым отделением имеется боевая рубка с установленным 7,62-мм пулемётом "браунинг". Боекомплект составляет 1250 шт. патронов.
В крыше боевой рубки имеется двустворчатый люк командира машины, створки которого фиксируются в вертикальном положении, это обеспечивает некоторую защиту командира с боков при ведении огня из пулемёта.

### Средства наблюдения и связи
В обычных условиях экипаж ведет наблюдение через окна (три окна - в носовой части и два окна - в кормовой части машины). В боевой обстановке окна закрываются броневыми заслонками и наблюдение осуществляется через перископические приборы наблюдения. В распоряжении первого водителя (в носовой части машины) имеется три перископических прибора наблюдения; в распоряжении второго водителя-радиста (в кормовой части машины) - два.

### Двигатель и трансмиссия
Машина имеет возможность двигаться вперед и назад с одинаковой скоростью. Моторно-трансмиссионное отделение находится в корме машины за вторым постом управления.
Силовая установка - шестицилиндровый бензиновый двигатель жидкостного охлаждения Hercules JXLD мощностью 131 л.с. (97,7 кВт) от 3-тонного грузовика DAF YA-328. Силовая передача — однодисковое сухое сцепление и пятиступенчатая коробка передач с синхронизаторами.
Рулевое колесо управления соединено с центральным механизмом управления посредством валов с карданами и зубчатых передач.

## Сохранившиеся экземпляры
Одна машина (номер RN KN-99-78) находится в экспозиции военного музея Museum Technische troepen. 